# Charles-Alfred Mallarmé
Pour les articles homonymes, voir Mallarmé (homonymie).
Charles-Alfred Mallarmé (Strasbourg, 29 juillet 1842 - Paris, 26 mars 1923) est un officier de marine français.

## Biographie
Fils d'un avocat, il entre à l'École navale en octobre 1859 et en sort aspirant de 2e classe en août 1861. Il embarque alors sur le Bayard (en) puis sert comme aspirant de majorité sur la Pallas à la division du Pacifique de 1862 à 1864. Il prend part à son bord aux à l'expédition du Mexique et est nommé aspirant de 1re classe en septembre 1863.
Enseigne de vaisseau (décembre 1864) sur l'aviso Marceau à la station de Nouvelle-Calédonie (1865-1868), il passe à la station de Tahiti sur la frégate Alceste (1868-1869) et est promu lieutenant de vaisseau en avril 1868.
À son retour en France, il embarque sur l' Hirondelle à Cherbourg et participe à la campagne de la Baltique avant d'être envoyé aux lignes de défenses de Carentan puis d'être mis en disponibilité en décembre 1870 pour avoir osé critiquer vivement l’inertie du haut commandement dans la presse locale.
Réintégré en janvier 1871 grâce à Abel Bergasse Dupetit-Thouars, il sert sur l'Atalante puis sur la Reine Blanche en escadre d'évolutions (1871-1872) où il est chargé de l'instruction des mousses.
En 1874-1875, il embarque sur la corvette Châteaurenault au Levant où il continue d'instruire mousses et mécaniciens et reçoit en février 1876 les félicitations du ministre pour le mémoire Aperçu sur les observations scientifiques que l'on peut faire dans les voyages.
Élève officier sur le vaisseau-école des canonniers Alexandre à Toulon, il en sort breveté en décembre 1876 et embarque aussitôt sur le cuirassé Provence en escadre d'évolutions. Il devient en janvier 1878, officier canonnier sur la Magnanime et y est chargé de l'instruction des canonniers. Il passe ensuite sur le Trident puis est affecté en octobre 1879 à l’École des défenses sous-marines de Boyardville dont il sort breveté torpilleur.
Officier adjoint à la défense fixe de Cherbourg puis officier de manœuvre du cuirassé Marengo en escadre d'évolutions, il commande en mars 1881 la canonnière Léopard en Méditerranée. Il se distingue alors durant les bombardements de Sfax et de Gabès lors de la campagne de Tunisie.
Capitaine de frégate (août 1881), il sert comme second du Trident en Méditerranée et devient en février 1883 aide de camp du major général à Cherbourg. En octobre 1883, il commande le transport Tarn et effectue à son bord plusieurs voyages en Indochine, prenant part au blocus de Formose avec l'escadre d'Amédée Courbet.
En février 1885, il devient second du cuirassé Dévastation puis en mai 1887, chef d'état-major du préfet maritime de Lorient. Capitaine de vaisseau (février 1888) et major général de la marine à Brest, il est transféré dans les mêmes fonctions à Cherbourg en avril 1890 et est alors chargé de l'inspection des quartiers de l'inscription maritime dans le but d'y organiser les dispositifs de mobilisation.
Il commande en septembre 1891 le croiseur protégé Tage dont il dirige les essais et la mise au point avant d'être inclus en escadre d'évolutions. En juin 1895, il entre au Conseil des travaux et commande le cuirassé Le Redoutable en escadre de Méditerranée (août 1896) et est promu contre-amiral en août 1898. Jusqu'en juillet 1899, il exerce les fonctions de sous-chef d'état-major général et reçoit en août le commandement de la division des garde-côtes de Méditerranée avec pavillon sur le Bouvines.
En septembre 1901, il commande l’École supérieure de Marine, est nommé vice-amiral en avril 1903 et est préfet maritime de Brest d'octobre 1903 à mars 1905. En juillet 1905, il entre au Comité technique et préside le Comité hydrographique. Il prend sa retraite en juillet 1907.
Charles-Alfred Mallarmé fut, en outre, aussi réputé comme pianiste.

## Récompenses et distinctions
- Chevalier (17 décembre 1874), Officier (28 décembre 1884), Commandeur (30 décembre 1901) puis Grand-Officier de la Légion d'honneur (9 juillet 1907).